# Mezidruhová kompetice
Mezidruhová kompetice(konkurence) znamená pro evoluční biology výběr jedinců, kteří jsou schopnější konkurovat jinému druhu. Mezidruhovou kompeticí prochází všechny druhy v určitém ekologickém vztahu (symbióze, predaci...) a je motorem evolučních závodů ve zbrojení. Na jednotlivé aktéry může působit různý selekční tlak (viz Večeře, nebo život), daný podílem na zhoršené reprodukční úspěšnosti – druhy se tedy udržují v určité balanci (ESS) a jejich počty jsou často regulovány množstvím predátorů, parazitů či zdrojů prostředí. Pokud nějaký druh lépe odolává parazitům a predátorům nebo lépe využívá zdroje prostředí, je druh, který využívá stejné zdroje nebo je vystaven stejným predátorům a parazitům značně ohrožen.
Biologové dělí mezidruhovou kompetici podle dominance jednotlivých druhů na soutěživou konkurenci a soubojovou kompetici. Pro toto dělení se předpokládá, že množství zdrojů je omezené a druhy sdílí jednu niku. Podle tohoto dělení lze určit, zda bude mít populace tendenci klesat či stoupat a zejména soutěživá konkurence do značné míry ovlivňuje vznik výměnných sociálních struktur.

Zobrazení principu konkurenčního vyloučení dvou druhů na stejné nice.

## Soutěživá konkurence
Soutěživá konkurence je situace, ve které zdroje prostředí mohou být pouze kompletně vyčerpány nebo nechány v přírodě. Soutěživá konkurence pro druhy znamená přísnou selekci těch, kteří zdroj dokáží využívat lépe a nárůst populace je přesně regulován. Tato kompetice může probíhat o samičky či teritoria.

## Soubojová kompetice
V soubojové kompetici neexistuje jednoznačný vítěz a poražený a početnost populace se vyvíjí neodhadnutelně.